# Michael Reilly
Michael Kieran Reilly, född 15 juli 1869 i Empire i  Wisconsin, död 14 oktober 1944 i Monmouth County i New Jersey, var en amerikansk politiker (demokrat). Han var ledamot av USA:s representanthus 1913–1917 och 1930–1939.
För första gången tillträdde Reilly år 1913 som kongressledamot och efterträddes 1917 av James H. Davidson.
Kongressledamot Florian Lampert avled 1930 i ämbetet och efterträddes av Reilly. Han efterträddes i sin tur år 1939 av Frank Bateman Keefe.
Reilly är begravd på Woodlawn Cemetery i Bronx i New York.